# Alsószúcs
Alsószúcs (szlovákul Dolná Súča) község Szlovákiában, a Trencséni kerületben, a Trencséni járásban.

## Fekvése
Trencséntől 8 km-re északra, a Szucsanka-patak partján fekszik.

## Története
A régészeti leletek tanúsága szerint területén már a bronzkorban is éltek emberek.
A mai települést 1208-ban „Suchan” néven említik először. 1244-ben „Zudczan” formában találjuk, ekkor Bogomér ispán és a szúcsai uradalom birtoka. Szúcsa várát 1318-tól említik, ekkor Csák Mátéé, majd királyi vár. Tulajdonképpen Trencsén várának egyik előváraként szolgált. 1398-ban „Castrum Zudcze” néven írják a falu nevét. A vár 1421-től a Stiborici Stiboroké. A települést 1429-ben „Castrum Zucha” néven említik. 1430-tól a királynéé a vár, majd 1439-től Cillei Ulriké. Ugyanebben az évben a falu „Nagh Sucha” néven szerepel. A várat 1454-ben Hunyadi János váltotta meg, majd a királyé lett. 1493-ban II. Ulászló király Szapolyai Jánosnak adta. 1527-ben I. Ferdinánd foglalta el és Podmaniczky János nyitrai püspöknek adományozta, ettől kezdve a Podmaniczkyaké volt. 1550-ben Salm császári serege elfoglalta és lerombolta. 1582-ben már romként említik.
1598-ban 68 ház állt a faluban. A 17. században komlóültetvényei voltak és sörfőzde működött, lakói főként mezőgazdaságból éltek, fával és szövetekkel kereskedtek. 1720-ban 13 adózója volt a falunak. 1787-ben 234 házában 260 családban 1505 lakos élt.
A 18. század végén Vályi András így ír róla: „SZUCSA. A. és F. Szucsa. Két tót falu Trentsén Várm. földes Urok Gróf Illésházy Uraság, lakosaik katolikusok, fekszenek Szkálához nem meszsze, Morva Orsz. széle felé; határjaik meglehetősek, erdőjök, legelőjök, réttyek elég van.”
1828-ban 203 háza és 1587 lakosa volt.
Fényes Elek 1851-ben kiadott geográfiai szótárában így ír a faluról: „Szucsa (Alsó), tót falu, Trencsén vmegyében, Morvaország szélén, a hegyek közt: 1403 kath., 7 zsidó lak., kath. paroch. templom. Savanyuviz forrása a chocholnaihoz és orechoihoz hasonlit. F. u. a dubniczai uradalom. Ut. p. Trencsén.”
1899-ben alakult hitelszövetkezete. A trianoni békéig Trencsén vármegye Trencséni járásához tartozott.
Lakói kosárfonással, szövéssel, gyümölcstermesztéssel foglalkoztak. 1925-ben nagy árvíz pusztított a községben. 1944 októberében partizáncsoport kezdte meg tevékenységét területén. A Krasín-hegyen televíziós átjátszóállomás épült.

## Népessége
| Év:            | 1994. | 2004.   | 2014.   | 2024. |
| -------------- | ----- | ------- | ------- | ----- |
| Emberek száma: | 2774  | 2917    | 3050    | 3050  |
| Eltérés:       |       | +5,15 % | +4,55 % | +0 %  |

| Év:            | 2023. | 2024.   |
| -------------- | ----- | ------- |
| Emberek száma: | 3056  | 3050    |
| Eltérés:       |       | -0,19 % |

1910-ben 1590, túlnyomórészt szlovák lakosa volt.
1919-ben 1573 lakosából 1568 csehszlovák és 5 magyar volt.
2001-ben 2877 lakosából 2836 szlovák volt.
2011-ben 2967 lakosából 2776 szlovák volt.

## Nevezetességei
- Szent Erzsébet tiszteletére szentelt római katolikus temploma 1687-ben épült barokk-klasszicista stílusban. 1754 és 1756 között átépítették.
- Szűz Mária kápolnája a 19. század elején épült.
- A falutól nyugatra állnak Szúcsa egykori várának romjai.